# Communauté de communes des Baronnies en Drôme provençale
La communauté de communes des Baronnies en Drôme Provençale est une communauté de communes française, située dans le département de la Drôme en région Auvergne-Rhône-Alpes.

## Historique
La loi no 2015-991 du 7 août 2015 portant nouvelle organisation territoriale de la République, dite « loi NOTRe », impose le remaniement des établissements publics de coopération intercommunale à fiscalité propre pour le 1er janvier 2017.
L'arrêté préfectoral du 14 novembre 2016 prononce la fusion des quatre anciennes communautés de communes (Hautes-Baronnies, Pays du Buis-les-Baronnies, Pays de Rémuzat et Val d'Eygues). La nouvelle structure intercommunale prend le nom de « Communauté de communes des Baronnies en Drôme Provençale ».

## Territoire communautaire

### Géographie
La communauté de communes est située au sud du département de la Drôme.

### Composition
La communauté de communes est composée des 67 communes suivantes :

| Nom                        | Code Insee | Gentilé                  | Superficie (km2) | Population (dernière pop. légale) | Densité (hab./km2) |
| -------------------------- | ---------- | ------------------------ | ---------------- | --------------------------------- | ------------------ |
| Nyons (siège)              | 26220      | Nyonsais                 | 23,45            | 6 794 (2022)                      | 290                |
| Arpavon                    | 26013      | Arpavonnais              | 13,45            | 73 (2022)                         | 5,4                |
| Aubres                     | 26016      | Aubrois                  | 20,27            | 422 (2022)                        | 21                 |
| Aulan                      | 26018      | Aulannais                | 10,55            | 8 (2022)                          | 0,76               |
| Ballons                    | 26022      | Ballonnois               | 17,23            | 89 (2022)                         | 5,2                |
| Barret-de-Lioure           | 26026      | Barretiers               | 34,64            | 67 (2022)                         | 1,9                |
| Beauvoisin                 | 26043      | Beauvoisinois            | 8,9              | 143 (2022)                        | 16                 |
| Bellecombe-Tarendol        | 26046      | Bellecombois             | 13,48            | 73 (2022)                         | 5,4                |
| Bénivay-Ollon              | 26048      | Bénivalois               | 9,03             | 76 (2022)                         | 8,4                |
| Bésignan                   | 26050      | Bésignanais              | 8,94             | 79 (2022)                         | 8,8                |
| Buis-les-Baronnies         | 26063      | Buxois                   | 33,74            | 2 226 (2022)                      | 66                 |
| La Charce                  | 26075      | Charçois                 | 9,43             | 24 (2022)                         | 2,5                |
| Châteauneuf-de-Bordette    | 26082      | Castelbordetains         | 15,33            | 101 (2022)                        | 6,6                |
| Chaudebonne                | 26089      | Chaudebonnais            | 20,77            | 60 (2022)                         | 2,9                |
| Chauvac-Laux-Montaux       | 26091      | Chauvaquiers             | 24,24            | 43 (2022)                         | 1,8                |
| Condorcet                  | 26103      | Condorcéens              | 22,44            | 506 (2022)                        | 23                 |
| Cornillac                  | 26104      | Cornillacois             | 19,44            | 90 (2022)                         | 4,6                |
| Cornillon-sur-l'Oule       | 26105      | Cornillonais             | 14,55            | 75 (2022)                         | 5,2                |
| Curnier                    | 26112      | Curnierois               | 8                | 211 (2022)                        | 26                 |
| Eygalayes                  | 26126      | Eygalayais, Eygalayaises | 17,97            | 90 (2022)                         | 5                  |
| Eygaliers                  | 26127      | Eygalierains             | 8                | 134 (2022)                        | 17                 |
| Eyroles                    | 26130      | Eyrolais                 | 8,75             | 22 (2022)                         | 2,5                |
| Izon-la-Bruisse            | 26150      | Izonais                  | 14,65            | 12 (2022)                         | 0,82               |
| Lemps                      | 26161      | Lempsois                 | 16,04            | 43 (2022)                         | 2,7                |
| Mérindol-les-Oliviers      | 26180      | Mérindolais              | 9,23             | 209 (2022)                        | 23                 |
| Mévouillon                 | 26181      | Mévouillonnais           | 29,09            | 239 (2022)                        | 8,2                |
| Mirabel-aux-Baronnies      | 26182      | Mirabelais               | 22,56            | 1 514 (2022)                      | 67                 |
| Montauban-sur-l'Ouvèze     | 26189      | Montalbanais             | 32,29            | 117 (2022)                        | 3,6                |
| Montaulieu                 | 26190      | Montaulieusais           | 13,05            | 88 (2022)                         | 6,7                |
| Montbrun-les-Bains         | 26193      | Montbrunois              | 33,26            | 444 (2022)                        | 13                 |
| Montferrand-la-Fare        | 26199      | Ferrémontains            | 11,24            | 27 (2022)                         | 2,4                |
| Montguers                  | 26201      | Montguerrois             | 11,06            | 44 (2022)                         | 4                  |
| Montréal-les-Sources       | 26209      | Montréalais              | 10,26            | 25 (2022)                         | 2,4                |
| Pelonne                    | 26227      | Pelonnais                | 2,77             | 25 (2022)                         | 9                  |
| La Penne-sur-l'Ouvèze      | 26229      | Pennois                  | 7,32             | 89 (2022)                         | 12                 |
| Piégon                     | 26233      | Piègonnais               | 10,21            | 240 (2022)                        | 24                 |
| Pierrelongue               | 26236      | Pierrelonguais           | 5,13             | 228 (2022)                        | 44                 |
| Les Pilles                 | 26238      | Pillois                  | 5,84             | 225 (2022)                        | 39                 |
| Plaisians                  | 26239      | Plaisianais              | 29,64            | 214 (2022)                        | 7,2                |
| Le Poët-en-Percip          | 26242      | Pouyetiers               | 6,07             | 22 (2022)                         | 3,6                |
| Le Poët-Sigillat           | 26244      | Sigillatiens             | 15,36            | 117 (2022)                        | 7,6                |
| Pommerol                   | 26245      | Pommerolois              | 9,83             | 7 (2022)                          | 0,71               |
| Propiac                    | 26256      | Propriacois              | 11,15            | 131 (2022)                        | 12                 |
| Reilhanette                | 26263      | Reilhanettois            | 14,78            | 120 (2022)                        | 8,1                |
| Rémuzat                    | 26264      | Rémuzatiens              | 16,78            | 317 (2022)                        | 19                 |
| Rioms                      | 26267      | Riomais                  | 9,39             | 25 (2022)                         | 2,7                |
| La Roche-sur-le-Buis       | 26278      | Rochois                  | 27,72            | 288 (2022)                        | 10                 |
| Rochebrune                 | 26269      | Rochebrunois             | 16,15            | 52 (2022)                         | 3,2                |
| La Rochette-du-Buis        | 26279      | Rochettais               | 10,36            | 54 (2022)                         | 5,2                |
| Roussieux                  | 26286      | Roussiérais              | 9,42             | 24 (2022)                         | 2,5                |
| Sahune                     | 26288      | Sahunais                 | 16,55            | 298 (2022)                        | 18                 |
| Saint-Auban-sur-l'Ouvèze   | 26292      | Saint-Aubannais          | 16,55            | 204 (2022)                        | 12                 |
| Saint-Ferréol-Trente-Pas   | 26304      | Saint-Ferréolais         | 21,48            | 221 (2022)                        | 10                 |
| Saint-Maurice-sur-Eygues   | 26317      | Saint-Mauriciens         | 8,82             | 795 (2022)                        | 90                 |
| Saint-May                  | 26318      | Saint-Mayens             | 10,23            | 31 (2022)                         | 3                  |
| Saint-Sauveur-Gouvernet    | 26329      | Saint-Savoriens          | 19,32            | 185 (2022)                        | 9,6                |
| Sainte-Euphémie-sur-Ouvèze | 26303      | Saint-Euphémiens         | 11,28            | 72 (2022)                         | 6,4                |
| Sainte-Jalle               | 26306      | Sainte-Jallois           | 18,16            | 326 (2022)                        | 18                 |
| Séderon                    | 26340      | Séderonnais              | 20,3             | 236 (2022)                        | 12                 |
| Valouse                    | 26363      | Valousiens               | 6,33             | 41 (2022)                         | 6,5                |
| Venterol                   | 26367      | Venterolais              | 31,69            | 632 (2022)                        | 20                 |
| Verclause                  | 26369      | Verclausiens             | 26,14            | 67 (2022)                         | 2,6                |
| Vercoiran                  | 26370      | Vercoiranois             | 19,95            | 134 (2022)                        | 6,7                |
| Vers-sur-Méouge            | 26372      | Versois                  | 13,81            | 40 (2022)                         | 2,9                |
| Villefranche-le-Château    | 26375      | Villefranchais           | 7,42             | 18 (2022)                         | 2,4                |
| Villeperdrix               | 26376      | Perdrissiens             | 26,15            | 102 (2022)                        | 3,9                |
| Vinsobres                  | 26377      | Vinsobrais               | 35,42            | 1 005 (2022)                      | 28                 |

### Démographie
| 1968   | 1975   | 1982   | 1990   | 1999   | 2006   | 2011   | 2016   |
| ------ | ------ | ------ | ------ | ------ | ------ | ------ | ------ |
| 15 257 | 15 841 | 17 207 | 18 426 | 19 680 | 20 854 | 20 946 | 21 173 |

## Administration

### Siège
La communauté de communes siège à Nyons.

### Les élus
Le conseil communautaire est constitué de 97 membres.
Le conseil communautaire du 13 janvier 2017 a élu son premier président du comité exécutif, Thierry Dayre, 1er adjoint de Nyons, ainsi que ses 15 vice-présidents :
1. Michel Grégoire, maire PS de La Roche-sur-le-Buis, 1er vice-président ;
2. Jean Moullet, maire DVD de Séderon, 2e vice-président ;
3. Claude Bas, maire DVG de Verclause, 3e vice-président ;
4. Eric Richard, maire DVG d'Aubres, président de la commission Enfance / Jeunesse, vice-Président de la commission Social / Petite Enfance
5. Sébastien Bernard, maire PS de Buis-les-Baronnies, président de la commission Tourisme / Sport / Culture, vice-Président de la commission Économie / Agriculture / Artisanat
6. Jean-Jacques Monpeyssen, conseiller municipal de Nyons, président de la commission Économie / Agriculture, vice-Président de la commission Aménagement de pleine nature / Environnement
7. Christelle Ruysschaert, maire PS de Saint-Sauveur-Gouvernet, présidente de la commission SCOT/ADS/TEPOS, vice-Présidente de la commission Politique du logement / Cadre de vie
8. Christian Cornillac, maire DVG de Mirabel-aux-Baronnies, président de la commission Gestion des déchets, vice-Président de la commission GEMAPI
9. Jean Garcia, maire PS de Saint-Maurice-sur-Eygues, président de la commission Assainissement pluvial / Eau / SPANC, Vice-Président de la commission Voirie
10. Didier Gillet, maire de Montbrun-les-Bains, président de la commission Aménagement de pleine nature / Environnement, vice-Président de la commission Tourisme / Sport
11. Didier Giren, maire DVG de Roussieux, président de la commission Réseaux - Fibre ; administration numérique ; mutualisation, vice-Président de la commission Enfance / Jeunesse
12. Gérard Pez, maire PS de Vercoiran, président de la commission GEMAPI, vice-Président de la commission Gestion des déchets
13. Jean-Michel Laget, maire DVG de Chaudebonne, président de la commission Politique du logement, vice-Président de la commission SCOT/ADS/TEPOS
14. Stéphane Deconinck, maire DVG de Montaulieu, président de la commission Voirie, vice-Président de la commission Assainissement pluvial / Eau
15. Nadia Macipe, conseillère municipale de Nyons, présidente de la commission Social / Petite Enfance, vice-Présidente de la commission Réseau Fibre et Télécommunication.

À compter des élections municipales de mars 2020, le conseil communautaire sera composé de 97 membres, dont la répartition est la suivante :
| Nombre de délégués | Communes                           |
| ------------------ | ---------------------------------- |
| 19                 | Nyons                              |
| 6                  | Buis-les-Baronnies                 |
| 4                  | Mirabel-aux-Baronnies              |
| 3                  | Vinsobres                          |
| 2                  | Saint-Maurice-sur-Eygues, Venterol |
| 1 (+ 1 suppléant)  | Autres communes                    |

### Liste des présidents
| Période         | Période  | Identité      | Étiquette | Qualité                           |
| --------------- | -------- | ------------- | --------- | --------------------------------- |
| 13 janvier 2017 | En cours | Thierry Dayre | SE        | Premier adjoint au maire de Nyons |

### Compétences
L'intercommunalité exerce des compétences qui lui sont déléguées par les communes membres.
À sa création, elle devait exercer les quatre compétences obligatoires suivantes :
- aménagement de l'espace : schéma de cohérence territoriale et schéma de secteur, plan local d'urbanisme, documents d'urbanisme en tenant lieu et carte communale ;
- développement économique : création, aménagement, entretien et gestion de zones d'activité industrielle, commerciale, tertiaire, artisanale, touristique, portuaire et aéroportuaire ; politique locale du commerce et soutien aux activités commerciales d'intérêt communautaire ; promotion du tourisme ;
- aménagement, entretien et gestion des aires d'accueil pour les gens du voyage ;
- collecte et traitement des déchets des ménages et des déchets assimilés.

### Sources
- SPLAF (Site sur la Population et les Limites Administratives de la France)
- Base nationale sur l'intercommunalité